# Fevzi Mostarac
Šejh mesnevihân Fevzi Mostarac (rođen između 1670. i 1677. – 1747.), bosanskohercegovački je književnik bošnjačkog podrijetla. Pisao je na orijentalnim jezicima.
Pisao je poeziju i prozu na perzijskom i turskom jeziku, i jedini je bosanskohercegovački književnik koji je napisao samostalno mistično-didaktično književno djelo na perzijskom – Bulbulistan (Bašča slavuja). Obrazovan je na Galati u Istanbulu, u tekiji mevlevijskog tarikata, i po završetku obrazovanja se vratio u Mostar, gdje je radio kao predavač perzijskog jezika i mesnevihân u Katedri za Mesnesviju, koju je stotinjak godina ranije utemeljio još jedan poznati Mostarac, Derviš-paša Bajezidagić, tada vrlo uspješni i utjecajni političar sa zavidnom karijerom u Porti u Istanbulu. Baš na tom položaju je odlučio upustiti se u pisanje paralele na šejh Sadijev Golestan, a rezultat te njegove odluke je knjiga Bulbulistan.
Među sačuvanim djelima Fevzije Mostarca nalaze se Bulbulistan na perzijskom i dvadeset pjesama na turskom jeziku od kojih su tri qet'e o boju pred Banjalukom, četiri gazela, jedna rubaija, jedna elegija, jedan monadžat, devet religijskih pjesama, te jedna pjesma sharqiya. Dva primjerka Bulbulistana se danas nalaze u Sveučilišnoj knjižnici u Bratislavi. O Bulbulistanu su pisali: Safvet-beg Bašagić, Mehmed ef. Handžić, Milivoje Malić (Abdurahman Mirza). Iranista Džemal Ćehajić (1930. – 1989.) je 1973. objavio prijevod Bulbulistana, sa značajnom uvodnom studijom.

## Djela
- Bulbulistan (1739.)

## Vanjske poveznice
- Fevzi Mostarac